# Thailand International 2025
Die Thailand International 2025 im Badminton fanden vom 13. bis 17. August 2025 in Nakhon Ratchasima statt. Das Turnier trug den kompletten Titel Toyota International Challenge 2025.

## Sieger und Platzierte
| Disziplin    | Gold                                       | Silber                                     | Bronze                                                     |
| ------------ | ------------------------------------------ | ------------------------------------------ | ---------------------------------------------------------- |
| Herreneinzel | Richie Duta Richardo                       | Christian Adinata                          | Jason Gunawan                                              |
| Herreneinzel | Richie Duta Richardo                       | Christian Adinata                          | Pranay Katta                                               |
| Dameneinzel  | Anyapat Phichitpreechasak                  | Sorano Yoshikawa                           | Tidapron Kleebyeesun                                       |
| Dameneinzel  | Anyapat Phichitpreechasak                  | Sorano Yoshikawa                           | Momoka Kimura                                              |
| Herrendoppel | Ali Faathir Rayhan Devin Artha Wahyudi     | Dexter Farrell Wahyu Agung Prasetyo        | Masayuki Onodera Daigo Tanioka                             |
| Herrendoppel | Ali Faathir Rayhan Devin Artha Wahyudi     | Dexter Farrell Wahyu Agung Prasetyo        | Kazuki Shibata Naoki Yamada                                |
| Damendoppel  | Sayaka Hirota Maiko Kawazoe                | Mio Konegawa An Uesugi                     | Miki Kanehiro Rui Kiyama                                   |
| Damendoppel  | Sayaka Hirota Maiko Kawazoe                | Mio Konegawa An Uesugi                     | Ayako Sakuramoto Mei Sudo                                  |
| Mixed        | Phuwanat Horbanluekit Fungfa Korpthammakit | Ruttanapak Oupthong Sabrina Sophita Wedler | Pongsakorn Thongkham Jitaphat Thanaphudit                  |
| Mixed        | Phuwanat Horbanluekit Fungfa Korpthammakit | Ruttanapak Oupthong Sabrina Sophita Wedler | Vichayapong Kanjanakeereewong Pattaraporn Rungruengpramong |